# Raúl Fernández (Rennfahrer)
Raúl Fernández González (* 23. Oktober 2000 in Madrid) ist ein spanischer Motorradrennfahrer, der aktuell für Trackhouse Racing in der MotoGP-Klasse der Motorrad-Weltmeisterschaft an den Start geht, dabei wird er eine Aprilia pilotieren. Sein bisher größter Erfolg war der Moto2-Vizeweltmeistertitel in der Saison 2021, wo er sich seinem damaligen Teamkollegen Remy Gardner knapp geschlagen geben musste.

## Karriere
Sein Debüt in der Motorrad-Weltmeisterschaft gab Fernández 2016 in der Moto3-Klasse für das MH6 Team auf KTM. Er kam als Ersatzfahrer im letzten Rennen der Saison beim Großen Preis von Valencia zum Einsatz und fuhr auf Platz elf in die Punkteränge.
In den nächsten beiden Saisons folgten Einsätze als Wildcard- und Ersatzfahrer: 2017 zunächst für das Aspar Mahindra Moto3 Team auf Mahindra und 2018 für Aspar Team Moto3 und Red Bull KTM Ajo auf KTM. Bis zum Ende seiner Moto3-Karriere im Jahr 2020 fuhr er stets auf KTM.
2019 war seine erste Saison als Stammfahrer im Sama Qatar Angel Nieto Team auf. Die Saison schloss er auf Platz 21 ab. Seine letzten Saison 2020 in der Moto3 war seine erfolgreichste. Er belegte für das Red Bull KTM Ajo Team in der Moto3-Weltmeisterschaft mit zwei Siegen Platz vier.
Zur Saison 2021 stieg Fernández aufgrund seiner Körpergröße in die Moto2 auf und fuhr weiterhin für das Red Bull KTM Ajo Team; in dieser Klasse auf Kalex an der Seite Remy Gardner, dem Sohn Wayne Gardners. Das Eröffnungsrennen und sein Debüt in der Moto2, den Großen Preis von Katar beendete der Madrilene als Fünfter; beim darauffolgenden Großen Preis von Doha stand er als Dritter erstmals auf dem Podest. Nach seinem ersten Moto2-Sieg beim Großen Preis von Portugal, obgleich er lediglich als Zehnter gestartet war, war Fernández WM-Zweiter mit vier Punkten Rückstand auf Gardner. In Spanien wurde er Fünfter und verlor Boden auf Gardner (Vierter). Den Großen Preis von Frankreich gewann der Spanier und verkleinerte den Rückstand auf Gardner auf einen Punkt, was seinen geringsten Rückstand in der Saison darstellte. Auch beim Großen Preis von Italien war Fernández auf dem Weg zu einem weiteren Sieg sowie zur WM-Führung, wurde von Gardner aber in der letzten Runde überholt. Auch die Großen Preise von Katalonien und Deutschland gingen an den Australier; in letzteren Rennen kam Fernández erstmals zu Sturz und fuhr keine Punkte ein. Der Rückstand betrug nun 36 Punkte; immerhin entschied Fernández das Dutch TT für sich; Gardner wurde Zweiter. Beim Großen Preis der Steiermark verpassten beide KTM-Ajo-Piloten das Podest; Gardner wurde Vierter, Fernández Siebter. Nun hatte der Spanier 35 Punkte Rückstand. Mit einem weiteren Sieg beim Großen Preis von Österreich verkleinerte er den Rückstand auf 19 Punkte. Ein Sturz beim Großen Preis von Großbritannien vergrößerte den Rückstand wieder auf 44 Punkte – Fernández’ größter Rückstand der Saison mit lediglich sechs verbleibenden Rennen. Darauf folgten drei Siege in Folge in Aragonien, San Marino sowie beim Grand Prix of The Americas. Da Gardner bei letzterem Rennen gestürzt war, betrug der Rückstand nun lediglich neun Punkte. Beim darauffolgenden Großen Preis der Emilia-Romagna war Fernández lange auf dem besten Weg, erstmals die WM anzuführen. Obgleich er lediglich als Neunter gestartet war, kämpfte er sich schnell nach vorne und duellierte sich zur Rennmitte mit Lowes um den Sieg, während Gardner Probleme hatte. Kurz nachdem Fernández Lowes überholt sowie Gardner aufgrund eines Zwischenfalls mit Somkiat Chantra einen Long-Lap-Penalty erhalten hatte, unterlief dem Spanier in der 15. Runde ein folgenschwerer Fehler, als er in der achten Kurve die Kontrolle über sein Motorrad verlor und heftig stürzte. Er blieb unverletzt, doch Gardner verdoppelte mit einem siebten Platz die WM-Führung auf 18 Punkte. Im vorletzten Rennen, dem Großen Preis der Algarve auf dem Autódromo Internacional do Algarve, lag Fernández lange in Führung, doch schlussendlich behielt Gardner aufgrund härterer Reifen die Oberhand und gewann das Rennen. Der Rückstand vor dem Saisonfinale in Valencia betrug nun 23 Punkte. Fernández konnte nach wie vor Weltmeister werden, doch dazu musste er gewinnen und Gardner hätte höchstens 14. werden dürfen. Schlussendlich fuhr Fernández in seiner Rookie-Saison seinen achten Saisonsieg ein – etwas, was selbst Dani Pedrosa und Marc Márquez nicht gelungen war, beide hatten allerdings nur 16 bzw. 17 Rennen zur Verfügung gehabt – da Gardner jedoch Zehnter geworden war, reichte dies nicht für den Titel. Fernández wurde mit vier Punkten Rückstand Vizeweltmeister.
In der darauf folgenden Saison 2022 fuhren Fernández und Gardner in der höchsten Klasse der Motorrad-Weltmeisterschaft und traten dort gemeinsam als Teamkollegen im Tech3 KTM Factory Racing Team an. Fernández gewann das teaminterne Duell knapp.
2023 wechselt Fernández zu RNF MotoGP Racing und fährt nun eine Aprilia RS-GP. Sein neuer Teamkollege ist Miguel Oliveira. Bestes Saisonresultat war ein fünfter Platz beim letzten Saisonrennen, dem Großen Preis von Valencia. In der Gesamtwertung belegte er mit 51 Punkten Rang 20.  

## Statistik

### Erfolge
- 2018 – Spanischer Moto3-Meister[1] auf KTM
- 2021 – Moto2-Rookie of the Year auf Kalex
- 10 Grand-Prix-Siege

### In der Motorrad-Weltmeisterschaft
(Stand: Großer Preis von Österreich, 17. August 2025)
| Saison | Klasse | Team                        | Motorrad | Rennen | Siege | Zweiter | Dritter | Poles | Schn. Runden | Punkte | Ergebnis |
| ------ | ------ | --------------------------- | -------- | ------ | ----- | ------- | ------- | ----- | ------------ | ------ | -------- |
| 2016   | Moto3  | MH6 Team                    | KTM      | 1      | –     | –       | –       | –     | –            | 5      | 32.      |
| 2017   | Moto3  | Aspar Mahindra Moto3        | Mahindra | 3      | –     | –       | –       | –     | –            | 0      | 40.      |
| 2018   | Moto3  | Aspar Team Moto3            | KTM      | 3      | –     | –       | –       | –     | –            | 16     | 28.      |
| 2018   | Moto3  | Red Bull KTM Ajo            | KTM      | 1      | –     | –       | –       | –     | –            | 16     | 28.      |
| 2019   | Moto3  | Sama Qatar Angel Nieto Team | KTM      | 19     | –     | –       | –       | –     | –            | 60     | 21.      |
| 2020   | Moto3  | Red Bull KTM Ajo            | KTM      | 15     | 2     | –       | 2       | 6     | 1            | 159    | 4.       |
| 2021   | Moto2  | Red Bull KTM Ajo            | Kalex    | 18     | 8     | 3       | 1       | 7     | 7            | 307    | 2.       |
| 2022   | MotoGP | Tech3 KTM Factory Racing    | KTM      | 18     | –     | –       | –       | –     | –            | 14     | 22.      |
| 2023   | MotoGP | CryptoData RNF MotoGP Team  | Aprilia  | 19     | –     | –       | –       | –     | –            | 51     | 20.      |
| 2024   | MotoGP | Trackhouse Racing           | Aprilia  | 20     | –     | –       | –       | –     | –            | 66     | 16.      |
| 2025   | MotoGP | Trackhouse Racing           | Aprilia  | 13     | –     | –       | –       | –     | –            | 73     | 12.      |
| Gesamt | Gesamt | Gesamt                      | Gesamt   | 130    | 10    | 3       | 3       | 13    | 8            | 751    |          |

Grand-Prix-Siege
| Saison | Klasse | Rennen                                                                             |
| ------ | ------ | ---------------------------------------------------------------------------------- |
| 2020   | Moto3  | Europa Portugal                                                                    |
| 2021   | Moto2  | Portugal Frankreich Niederlande Osterreich Aragonien San Marino USA-Texas Valencia |

Einzelergebnisse
| Saison | 1        | 2           | 3           | 4          | 5          | 6          | 7                      | 8              | 9           | 10                     | 11          | 12                     | 13         | 14             | 15             | 16             | 17         | 18             | 19         | 20       | 21       | 22       |
| ------ | -------- | ----------- | ----------- | ---------- | ---------- | ---------- | ---------------------- | -------------- | ----------- | ---------------------- | ----------- | ---------------------- | ---------- | -------------- | -------------- | -------------- | ---------- | -------------- | ---------- | -------- | -------- | -------- |
| 2016   | Katar    | Argentinien | USA-Texas   | Spanien    | Frankreich | Italien    | Katalonien             | Niederlande    | Deutschland | Osterreich             | Tschechien  | Vereinigtes Konigreich | San Marino | Aragonien      | Japan          | Australien     | Malaysia   | \|\| \|\|      |            |          |          |          |
| 2016   |          |             |             |            |            |            |                        |                |             |                        |             |                        |            |                |                |                | 11         |                |            |          |          |          |
| 2017   | Katar    | Argentinien | USA-Texas   | Spanien    | Frankreich | Italien    | Katalonien             | Niederlande    | Deutschland | Tschechien             | Osterreich  | Vereinigtes Konigreich | San Marino | Aragonien      | Japan          | Australien     | Malaysia   | \|\| \|\|      |            |          |          |          |
| 2017   |          |             |             | 25         |            |            |                        | DNF            | 25          |                        |             |                        |            |                |                |                |            |                |            |          |          |          |
| 2018   | Katar    | Argentinien | USA-Texas   | Spanien    | Frankreich | Italien    | Katalonien             | Niederlande    | Deutschland | Tschechien             | Osterreich  | Vereinigtes Konigreich | San Marino | Aragonien      | Thailand       | Japan          | Australien | Malaysia       | \|\| \|\|  |          |          |          |
| 2018   |          |             |             |            |            |            | 10                     |                | 9           |                        |             |                        |            | 17             |                |                |            |                | 13         |          |          |          |
| 2019   | Katar    | Argentinien | USA-Texas   | Spanien    | Frankreich | Italien    | Katalonien             | Niederlande    | Deutschland | Tschechien             | Osterreich  | Vereinigtes Konigreich | San Marino | Aragonien      | Thailand       | Japan          | Australien | Malaysia       | \|\| \|\|  |          |          |          |
| 2019   | 7        | 15          | 7           | DNF        | 10         | 11         | DNF                    | DNF            | 5           | 12                     | DNF         | 18                     | 10         | 21             | 9              | 19             | DNF        | 14             | DNF        |          |          |          |
| 2020   | Katar    | Spanien     | Andalusien  | Tschechien | Osterreich | Steiermark | San Marino             | Emilia-Romagna | Katalonien  | Frankreich             | Aragonien   |                        | Europa     | Valencia       | \|\| \|\| \|\| |                |            |                |            |          |          |          |
| 2020   | 10       | 6           | 6           | 6          | 9          | 8          | DNF                    | 6              | 13          | 7                      | 3           | 12                     | 1          | 3              | 1              |                |            |                |            |          |          |          |
| 2021   | Katar    | Katar       | Portugal    | Spanien    | Frankreich | Italien    | Katalonien             | Deutschland    | Niederlande | Steiermark             | Osterreich  | Vereinigtes Konigreich | Aragonien  | San Marino     | USA-Texas      | Emilia-Romagna | Portugal   | \|\| \|\| \|\| |            |          |          |          |
| 2021   | 5        | 3           | 1           | 5          | 1          | 2          | 2                      | DNF            | 1           | 7                      | 1           | DNF                    | 1          | 1              | 1              | DNF            | 2          | 1              |            |          |          |          |
| 2022   | Katar    | Indonesien  | Argentinien | USA-Texas  | Portugal   | Spanien    | Frankreich             | Italien        | Katalonien  | Deutschland            | Niederlande | Vereinigtes Konigreich | Osterreich | San Marino     | Aragonien      | Japan          | Thailand   | Australien     | Malaysia   | \|\|     |          |          |
| 2022   | 18       | 17          | 16          | 19         | DNS        | WD         | DNF                    | 21             | 15          | 12                     | DNF         | 21                     | 18         | 13             | 20             | 18             | 15         | 16             | 15         | 12       |          |          |
| 2023   | Portugal | Argentinien | USA-Texas   | Spanien    | Frankreich | Italien    | Deutschland            | Niederlande    | Kasachstan  | Vereinigtes Konigreich | Osterreich  | Katalonien             | San Marino | Indien         | Japan          | Indonesien     | Australien | Thailand       | Malaysia   | Katar    | Valencia |          |
| 2023   | DNF      | 14          | DNF         | 15         | WD         | 17         | 15                     | 12             | C           | 10                     | DNF         | DNF                    | 8          | 109            | 9              | 13             | 16         | 15             | DNF        | 17       | 5        |          |
| 2024   | Katar    | Portugal    | USA-Texas   | Spanien    | Frankreich | Katalonien | Italien                | Niederlande    | Deutschland | Vereinigtes Konigreich | Osterreich  | Aragonien              | San Marino | Emilia-Romagna | Indonesien     | Japan          | Australien | Thailand       | Malaysia   | \|\|     |          |          |
| 2024   | DNF      | DNF         | 109         | 11         | 119        | 6          | 12                     | 8              | 10          | DNF                    | DNF         | 16                     | 18         | 13             | 10             | 15             | 106        | DNF            | 16         | 18       |          |          |
| 2025   | Thailand | Argentinien | USA-Texas   | Katar      | Spanien    | Frankreich | Vereinigtes Konigreich | Aragonien      | Italien     | Niederlande            | Deutschland | Tschechien             | Osterreich | Ungarn         | Katalonien     | San Marino     | Japan      | Indonesien     | Australien | Malaysia | Portugal | Valencia |
| 2025   | DNF      | 15          | 12          | 17         | 15         | 7          | 12                     | 10             | 78          | 8                      | 9           | 56                     | 9          |                |                |                |            |                |            |          |          |          |

| Legende  | Legende            | Legende                                                          |
| Farbe    | Abkürzung          | Bedeutung                                                        |
| -------- | ------------------ | ---------------------------------------------------------------- |
| Gold     | –                  | Sieg                                                             |
| Silber   | –                  | 2. Platz                                                         |
| Bronze   | –                  | 3. Platz                                                         |
| Grün     | –                  | Platzierung in den Punkten                                       |
| Blau     | –                  | Klassifiziert außerhalb der Punkteränge                          |
| Violett  | DNF                | Rennen nicht beendet (did not finish)                            |
| Violett  | NC                 | nicht klassifiziert (not classified)                             |
| Rot      | DNQ                | nicht qualifiziert (did not qualify)                             |
| Rot      | DNPQ               | in Vorqualifikation gescheitert (did not pre-qualify)            |
| Schwarz  | DSQ                | disqualifiziert (disqualified)                                   |
| Weiß     | DNS                | nicht am Start (did not start)                                   |
| Weiß     | WD                 | zurückgezogen (withdrawn)                                        |
| Hellblau | PO                 | nur am Training teilgenommen (practiced only)                    |
| Hellblau | TD                 | Freitags-Testfahrer (test driver)                                |
| ohne     | DNP                | nicht am Training teilgenommen (did not practice)                |
| ohne     | INJ                | verletzt oder krank (injured)                                    |
| ohne     | EX                 | ausgeschlossen (excluded)                                        |
| ohne     | DNA                | nicht erschienen (did not arrive)                                |
| ohne     | C                  | Rennen abgesagt (cancelled)                                      |
| ohne     | keine WM-Teilnahme |                                                                  |
| sonstige | P/fett             | Pole-Position                                                    |
| sonstige | 1/2/3/4/5/6/7/8    | Punktplatzierung im Sprint-/Qualifikationsrennen                 |
| sonstige | SR/kursiv          | Schnellste Rennrunde                                             |
| sonstige | *                  | nicht im Ziel, aufgrund der zurückgelegten Distanz aber gewertet |
| sonstige | ()                 | Streichresultate                                                 |
| sonstige | unterstrichen      | Führender in der Gesamtwertung                                   |

Rekorde in der Motorrad-Weltmeisterschaft
- Moto2-Klasse
  - meiste Siege in einer Rookie-Saison: 8 (2021)